# Urophyllum
Urophyllum är ett släkte av måreväxter. Urophyllum ingår i familjen måreväxter.

## Dottertaxa tillUrophyllum, i alfabetisk ordning[1]
- Urophyllum acuminatissimum
- Urophyllum aequale
- Urophyllum andamanicum
- Urophyllum angustifolium
- Urophyllum arboreum
- Urophyllum argenteum
- Urophyllum attenuatum
- Urophyllum bataanense
- Urophyllum bismarckii-momis
- Urophyllum blumeanum
- Urophyllum britannicum
- Urophyllum bullatum
- Urophyllum calycinum
- Urophyllum capitatum
- Urophyllum capituliflorum
- Urophyllum castaneum
- Urophyllum caudatum
- Urophyllum ceylanicum
- Urophyllum chinense
- Urophyllum congestiflorum
- Urophyllum crassum
- Urophyllum curtisii
- Urophyllum cyphandrum
- Urophyllum ellipticum
- Urophyllum elliptifolium
- Urophyllum elongatum
- Urophyllum ferrugineum
- Urophyllum fuscum
- Urophyllum glaucescens
- Urophyllum glomeratum
- Urophyllum grandiflorum
- Urophyllum griffithianum
- Urophyllum heteromerum
- Urophyllum hexandrum
- Urophyllum hirsutum
- Urophyllum johannis-winkleri
- Urophyllum korthalsii
- Urophyllum lasiocarpum
- Urophyllum lecomtei
- Urophyllum leucophlaeum
- Urophyllum leytense
- Urophyllum lineatum
- Urophyllum longidens
- Urophyllum longifolium
- Urophyllum longipes
- Urophyllum macrophyllum
- Urophyllum melanocarpum
- Urophyllum memecyloides
- Urophyllum micranthum
- Urophyllum mindorense
- Urophyllum minutiflorum
- Urophyllum moluccanum
- Urophyllum motleyi
- Urophyllum neriifolium
- Urophyllum nigricans
- Urophyllum oblongum
- Urophyllum oligophlebium
- Urophyllum olivaceum
- Urophyllum pallidum
- Urophyllum panayense
- Urophyllum parviflorum
- Urophyllum platyphyllum
- Urophyllum porphyraceum
- Urophyllum pubescens
- Urophyllum rahmatii
- Urophyllum reticulatum
- Urophyllum rostratum
- Urophyllum salicifolium
- Urophyllum schmidtii
- Urophyllum sessiliflorum
- Urophyllum streptopodium
- Urophyllum strigosum
- Urophyllum subanurum
- Urophyllum subglabrum
- Urophyllum talangense
- Urophyllum tonkinense
- Urophyllum trifurcum
- Urophyllum tsaianum
- Urophyllum umbelliferum
- Urophyllum umbellulatum
- Urophyllum urdanetense
- Urophyllum wichmannii
- Urophyllum wollastonii
- Urophyllum woodii
- Urophyllum vulcanicum